# معیار رز

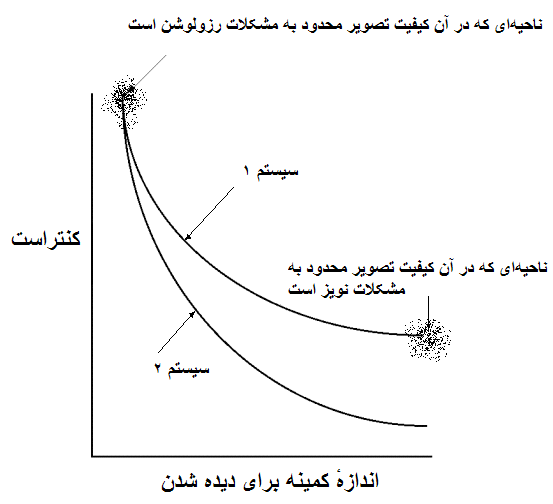
یک منحنی کنتراست-رزولوشن برای نشان دادن عملکرد یک سیستم بصری با معیار رز

معیار رز (به انگلیسی: Rose criterion) یا گاهی مدل رز (به انگلیسی: Rose model) نام یک مدل علمی است که امروزه در فیزیک پزشکی و پردازش سیگنال کاربردهای مهمی دارد. این مدل در باب ادراک بینایی انسان و تجهیزات بصری می‌باشد، و یک مدل احتمالاتی از میزان کمینهٔ لازم برای آشکارسازی با کنتراست پایین (به انگلیسی: low contrast threshold detection) می‌باشد.

## پیشینه
معیار رز به افتخار پایه‌گذار آن آلبرت رز نامگذاری گردیده که در دههٔ ۱۹۴۰ و ۱۹۵۰ پژوهشهایی در این زمینه در شرکت آر سی ای انجام داد. او به‌دنبال پیدا کردن یک رابطه معقول و فرمال بندی شده بین کنتراست، رزولوشن، و نویز بود.

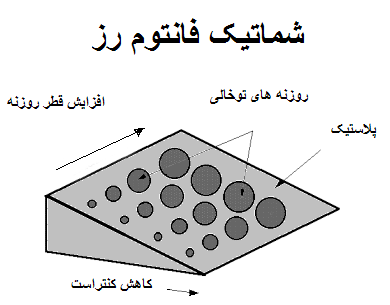
یک فانتوم رز

آلبرت رز تحقیقات خود را بر اساس پژوهشهایی انجام داد که در جنگ جهانی دوم توسط ریچارد بلک‌ول برای نیروی دریایی ایالات متحده آمریکا انجام داده بود. بر اساس داده‌های بدست آمده از آزمایش‌های بلکول، رز نشان داد که برای مشخص سازی یک شی به‌طور بصری به میزان قابل اعتمادی، بایستی نسبت سیگنال به نویز یک سیستم از ۵ بالاتر (اغلب بین ۵–۷) باشد.

## فرم ریاضی
اگر Φ تعداد فوتون‌ها بر واحد سطح، A سطح دریافت کنندهٔ فوتون‌ها، C کنتراست سیگنال، و k نیز نسبت سیگنال به نویز سیستم بصری باشد، آنگاه معیار رز را می‌توان به صورت زیر بیان کرد:
k2 = C2ΦA

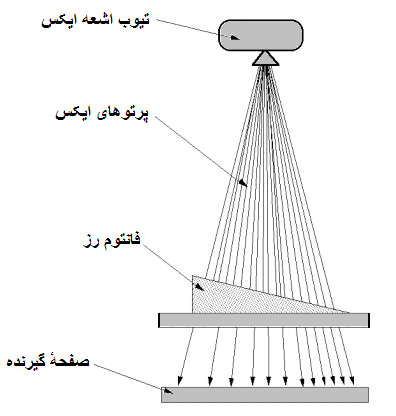
چگونگی آزمودن یک فانتوم رز

به این رابطه، معادلهٔ رز گویند. آلبرت رز بر پایهٔ آزمایش‌های بلک ول نشان داد که شرط لازمهٔ دیده شدن یک شی کم کنتراست توسط چشم انسان، این است که مقدار k (به‌طور تجربی) بین ۵ تا ۷ باشد.

## جستارهای دیگر
- تابع انتقال مدولاسیون
- منحنی مشخصه عملکرد سیستم